# Albert Jorquera
Albert Jorquera Fortia (Bescanó, 3 maart 1979) is een Spaans voormalig profvoetballer. Zijn laatste club was Girona FC. Jorquera kwam ook uit voor het Catalaans elftal.
Jorquera kwam in november 1994 bij de cantera (jeugdopleiding) van FC Barcelona. Daarvoor speelde hij voor Vilobí CF. In 1999 kwam de doelman bij Barça B. Daar werd hij echter op de bank gehouden door eerste keus Víctor Valdés en Jorquera werd daarom verhuurd aan AD Ceuta (2000/01) en CE Mataró (2001/02). Nadat Valdés door Louis van Gaal bij het eerste elftal was gehaald, werd Jorquera eerste keeper bij Barça B.
In het seizoen 2003/04 werd Jorquera door Frank Rijkaard benoemd tot derde doelman van het eerste elftal. Hij maakte zijn debuut in het eerste elftal op 17 januari 2004 in het competitieduel tegen Athletic de Bilbao (1-1), doordat eerste keeper Víctor Valdés griep had en Rüştü Reçber in eerdere duels flink had geblunderd. Jorquera speelde als debutant een uitstekende wedstrijd, maar werd desondanks eenmaal gepasseerd. Een maand later speelde de Catalaan zijn tweede duel in de hoofdmacht. Voor aanvang van het seizoen 2004/05 werd Jorquera tweede doelman, waarna hij nu en dan in actie kwam als vervanger van Víctor Valdés. Vooral in de Copa del Rey en de Copa de Catalunya kwam Jorquera veelvuldig aan spelen toe. Tijdens de voorbereiding voor het seizoen 2006/2007 speelde Jorquera in een oefenduel tegen Aarhus GF samen met zijn neef Marc Crosas, een jeugdspeler die door Rijkaard mee was genomen op trainingskamp. Op 29 december 2007 liep Jorquera in een wedstrijd van het Catalaans elftal tegen Baskenland een zware knieblessure op. José Manuel Pinto werd gecontracteerd als zijn vervanger en na zijn herstel moest Jorquera genoegen nemen met de rol van derde doelman. Jorquera werd met FC Barcelona driemaal Spaans kampioen (2005, 2006, 2009) en hij won verder de Copa del Rey (2009) en tweemaal de UEFA Champions League (2006, 2009). In 2009 vertrok hij transfervrij naar Girona FC.

## Statistieken
| seizoen    | club         | land   | competitie         | wed. | goals |
| ---------- | ------------ | ------ | ------------------ | ---- | ----- |
| 2003/04    | FC Barcelona | Spanje | Primera División   | 2    | 0     |
| 2004/05    | FC Barcelona | Spanje | Primera División   | 2    | 0     |
| 2005/06    | FC Barcelona | Spanje | Primera División   | 3    | 0     |
| 2006/07    | FC Barcelona | Spanje | Primera División   | 0    | 0     |
| 2007/08    | FC Barcelona | Spanje | Primera División   | 0    | 0     |
| 2008/09    | FC Barcelona | Spanje | Primera División   | 0    | 0     |
| 2009/10    | Girona FC    | Spanje | Segunda División A | 33   | 0     |
| Bijgewerkt | 09-12-2012   |        |                    |      |       |

## Erelijst
FC Barcelona
- UEFA Champions League

2006